# Sinarcas
Sinarcas község Spanyolországban, Valencia tartományban. Sinarcas Camporrobles, Utiel, Benagéber, Tuéjar, Talayuelas és Aliaguilla községekkel határos. Lakosainak száma 1153 fő (2024).

## Népesség
A település népessége az utóbbi években az alábbiak szerint változott:
| Lakosok száma | 1222 | 1238 | 1201 | 1217 | 1174 | 1150 | 1147 | 1125 | 1135 | 1153 |
|               | 2001 | 2004 | 2007 | 2009 | 2012 | 2014 | 2017 | 2019 | 2022 | 2024 |